# 艾古杜·奧利殊
艾古杜·祖克胡馬·奧利殊（Egutu Chukwuma Oliseh，1980年11月18日—），尼日利亞足球運動員，司職中場，效力艾哥迪利斯，他曾效力英冠球會昆士柏流浪，但在球隊期間表現平平無奇，當新領隊格高利在2007年1月上任後，更顯得一無是處，六個月後他終離開球隊，返回法國效力蒙彼利埃。
他持有法國護照。

## 連結
- 足球数据库：Egutu Oliseh的球员统计数据
- 艾古杜·奧利殊 – 法國職業足球聯賽数据 – 支持法语（已存档）